# Beata Żbikowska
Beata Żbikowska (Beata Margaryta Żbikowska-Szulc; * 16. April 1934 in Susz) ist eine ehemalige polnische Mittelstreckenläuferin und Sprinterin.
1958 wurde sie bei den Leichtathletik-Europameisterschaften in Stockholm Siebte über 800 m und schied über 400 m im Vorlauf aus.
Bei den Olympischen Spielen 1960 in Rom wurde sie über 800 m Achte.
Dreimal wurde sie Polnische Meisterin über 400 m (1956–1958) und je einmal über 800 m (1957) und im Crosslauf (1957).

## Persönliche Bestzeiten
- 400 m: 57,0 s, 27. Juni 1959, Warschau
- 800 m: 2:08,7 min, 26. Juni 1960, Tula